# Diagonale (Filmfestival)

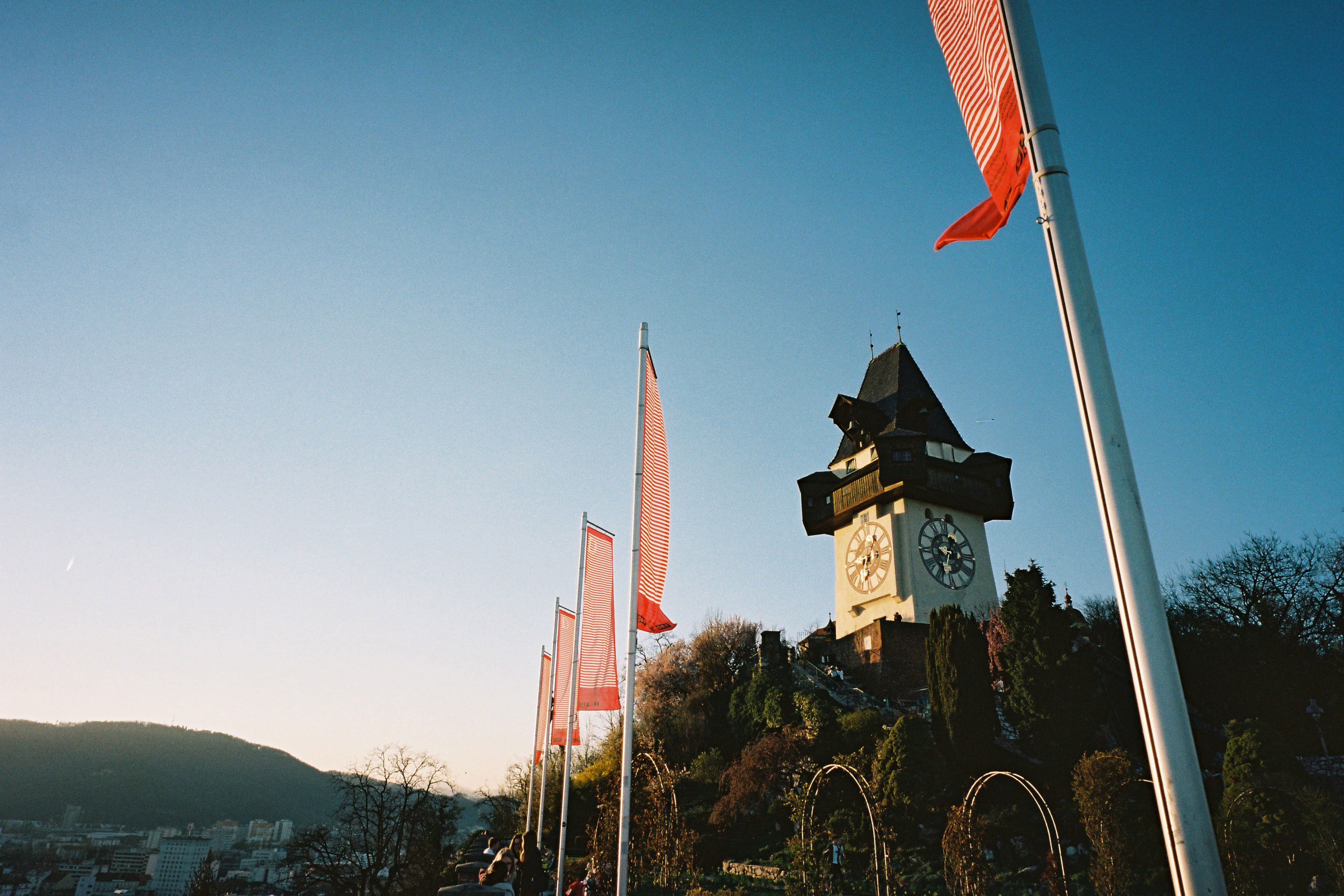
Grazer Uhrturm während der Diagonale’17

Die Diagonale ist ein Filmfestival, das in den Jahren 1993, 1994 und 1995 in Salzburg stattfand und seit 1998 jährlich in Graz veranstaltet wird. Es versteht sich als umfassende Jahresfilmschau des österreichischen Filmschaffens, die alle Genres (Spielfilm, Dokumentarfilm, Kurzfilm, Avantgarde etc.) abdecken möchte. 2020 wurde die Veranstaltung aufgrund der COVID-19-Pandemie online durchgeführt, 2021 fand sie vom 8. bis 13. Juni statt. Die 25. Ausgabe wurde vom 5. bis zum 10. April 2022 durchgeführt. Trägerverein der Diagonale ist das seit 17. Juli 1997 bestehende Forum österreichischer Film (ZVR-Zahl 397072279).

## Geschichte

### Erste Jahre
Die ersten drei Diagonale-Festivals wurden von der Austrian Film Commission jeweils Anfang Dezember in Zusammenarbeit mit den Salzburger Festspielen in Salzburg veranstaltet. Intendant war 1993 und 1994 der Filmemacher Peter Tscherkassky und 1995 Heinrich Mis (damals Leiter der ORF-Sendung kunst-stücke). Nach einer Pause übersiedelte das Festival nach Graz; der eigene Trägerverein Forum österreichischer Film wurde 1997 unter der Leitung von Christine Dollhofer und Constantin Wulff gegründet, die bis 2003 dem Verein vorstanden. Neben den Filmvorführungen stehen auch Diskussionen, Publikumsgespräche und Ausstellungen auf dem Programm. Im ersten Jahr in Graz wurden einhundert Filme gezeigt und in drei Kategorien Preise vergeben: ein Hauptpreis, ein Preis für Innovatives Kino und ein Nachwuchspreis. Später kam eine Reihe weiterer Preise hinzu; im Jahr 1999 wurde erstmals auch ein Preis für den besten Schauspieler und die beste Schauspielerin vergeben, was jedoch erst 2008 das nächste Mal der Fall war.

### Seit der Jahrtausendwende
Die Planung für die Diagonale 2004 begann zunächst mit einem Eklat, da der dafür zuständige Kunststaatssekretär Franz Morak die bisherigen Programmverantwortlichen trotz hervorragender Leistungen ohne Begründung entließ und ohne den Konsens mit den betroffenen Filmschaffenden zu suchen, durch ein neues Team ersetzte. Da diese personelle Auswahl bei nahezu allen Filmschaffenden auf Widerspruch stieß, sah es zunächst danach aus, dass es zwei Veranstaltungen gleichen Namens geben könnte: Die „offizielle“ Diagonale von Morak und eine „inoffizielle“ Veranstaltung, die von den Medienschaffenden selbst auf die Beine gestellt wurde. Schließlich lenkte Morak jedoch ein und verzichtete auf seine Veranstaltung. Nach einer Restrukturierung des Trägervereins und der Bereitschaft zahlreicher Beteiligter, ehrenamtlich tätig zu werden, konnte die Diagonale 2004 trotz Zeitdrucks in der gewohnten Form stattfinden.
Als Hintergrund für Moraks Eingriff in die Intendanz wird der Versuch, eine stärker kommerziell ausgerichtete Neujustierung des Festivals vorzunehmen sowie ein politisch motivierter „Vergeltungsakt“ gegen Filmszene und Festivalleitung vermutet, weil sich die Diagonale wenige Wochen nach der umstrittenen Bildung der blau-schwarzen Koalition zwischen FP und VP im Jahr 2000 als Forum für regierungskritische Proteste und Videoarbeiten positionierte. Im Zuge der damaligen Auseinandersetzung um eine im Festivalkatalog abgedruckte Petition zahlreicher namhafter Filmschaffender, in der der Rücktritt der Regierung gefordert wurde, wurde vom damaligen steirischen VP-Landesrat Hirschmann sogar vorübergehend das zugesicherte Preisgeld des Landes Steiermark zurückgestellt.
Im Zuge einer Neustrukturierung durch den Trägerverein „Forum österreichischer Film“ bestellte die Generalversammlung der Diagonale auf Vorschlag des Diagonale-Beirates Ende April 2004 das Dreierteam Birgit Flos (Intendanz), Robert Buchschwenter (Geschäftsführung Produktion) und Georg Tillner (Geschäftsführung Finanzen) zur neuen Diagonale-Leitung. Nach Ausscheiden von Buchschwenter und Tillner übernahm Oliver Testor im Mai 2005 die Geschäftsführung des Festivals bis 2009.
Die Diagonale 2006 fand vom 21. bis zum 26. März 2006 in Graz unter der Intendanz von Birgit Flos statt. Das Festivalzentrum wurde 2006 erstmals im Kunsthaus Graz eingerichtet. Das UCI Annenhofkino, Schubertkino, augartenkino kiz und das Filmzentrum im Rechbauerkino waren die Festivalkinos. In Kooperation mit dem Kunsthaus Graz gestaltete die Diagonale auch einen Höhepunkt des Festivals: In einer Hommage an die Künstlerin Maria Lassnig war ihr filmisches Gesamtwerk in neu restaurierten Kopien zu sehen.
Im Dezember 2006 wurde der Vertrag von Birgit Flos bis zur Diagonale 2008 verlängert.
Ebenfalls seit 2006 gibt es zwei gleichdotierte Große Diagonale-Preise, für den besten Kinospielfilm und für den besten Dokumentarfilm.

#### Leitung Barbara Pichler (2009 bis 2015)
Von 2009 bis 2015 leitete die Kuratorin, Publizistin und Filmvermittlerin Barbara Pichler das Festival, die mit einer strafferen Programmierung und verstärktem Augenmerk auf internationale Branchenvernetzung das Festival als Vermittlungs- und Diskussionsplattform für das österreichische Kino etablierte. Ihr ursprünglich dreijähriger Vertrag wurde vom Trägerverein der Diagonale zunächst bis 2014 und später auf Pichlers eigenen Wunsch nur um ein weiteres Jahr bis 2015 verlängert. Die Intendanz der Diagonale ab dem Festival 2016 wurde Anfang April 2014 neu ausgeschrieben. Im November 2014 wurde bekannt, dass das Festival ab 2016 von den beiden Oberösterreichern Sebastian Höglinger und Peter Schernhuber geleitet werden soll. Ab 2009 haben die beiden bereits das Internationale Jugend Medien Festival YOUKI gemeinsam geleitet.
Die Diagonale 2009 fand vom 17. bis 22. März statt und zählte 23 876 Besucher. Eine Personale war der Filmemacherin Mara Mattuschka gewidmet, während das internationale Tribute den deutschen Filmemacher Stefan Krohmer nach Graz brachte. Die historischen Spezialprogramme widmeten sich der Geschichte des österreichischen Animationsfilms, der Filmrestaurierung bzw. rückten das beinahe vergessene Werk der ins Exil vertriebenen Wiener Drehbuchautorin Anna Gmeyner in den Mittelpunkt. 2009 wurden zum dritten Mal nach 1999 Schauspielpreise vergeben. Zum einen der Große Diagonale-Schauspielpreis an Josef Hader für seine Leistungen im österreichischen Film und zum anderen der Diagonale Spezialpreis der Jury für den bemerkenswerten Auftritt einer österreichischen Schauspielerin/eines österreichischen Schauspielers in einem Film der Diagonale 2008 an Birgit Minichmayr, die neben Hader in Der Knochenmann zu sehen ist.
Mit rund 24.800 Besuchern konnte die Diagonale 2010 (16. bis 21. März) nach sechs Festivaltagen und 147 gezeigten Filmen und Videos ein positives Resümee ziehen. Zu den Höhepunkten des Festivals zählte die auch international viel beachtete Personale Peter Schreiner, die das dokumentarische Werk des österreichischen Filmemachers in konzentrierter Form vorstellte und würdigte. Mit Romuald Karmakar war darüber hinaus eine der gegenwärtig wichtigsten Stimmen des deutschen Kinos mit seinen Filmen in Graz zu Gast. Historische Spezialprogramme richteten den Blick auf das nahezu vergessene Werk des Autorenfilmers Mansur Madavi bzw. auf jenes des ins Exil getriebenen Kameramanns Günther Krampf. Das Branchentreffen widmete sich dem Fördermodell „Filmstandort Österreich“. Im Rahmenprogramm der Diagonale 2010 fanden auch zwei Ausstellungen statt: „SILENT ALIEN GHOST MACHINE MUSEUM“ von Norbert Pfaffenbichler im Kunstverein Medienturm und „brRRMMMWHee – extended version“ von Billy Roisz im Kunsthaus Graz.
2011 fand die Diagonale vom 22. bis 27. März statt und wurde von Nikolaus Geyrhalters dokumentarischem Essayfilm Abendland eröffnet. Die Personale war dem renommierten Avantgarde-Filmemacher Peter Tscherkassky gewidmet. Mit der Regisseurin und Kamerafrau Elfi Mikesch war eine Vertreterin des europäischen Autorenkinos mit österreichischen Wurzeln zu Gast, die im Rahmen des Festivals u. a. ihre beiden jüngst entstandenen Arbeiten präsentierte. Viel Beachtung fand auch das historische Spezialprogramm „Shooting Women. Weibliche Pioniere des österreichischen Films“ mit Filmen von Valie Export, Margareta Heinrich, u. a. Weitere Specials galten dem Wiener Animationsfilmfestival „Tricky Women“ sowie der Filmemacherin Linda Christanell. Eine breit gefächerte Auseinandersetzung mit dem weiblichen Filmschaffen fand bei der Diagonale 2011 aber nicht nur im Film- bzw. Rahmenprogramm, sondern auch auf filmpolitischer Ebene statt. Vertreter der Filmbranche forderten mehr Sichtbarkeit von Frauen im Filmgeschäft sowie eine Frauenquote in Filmgremien und im universitären Bereich. Im Kunstverein Medienturm zeigte Nadim Vardag zum Abschluss der Reihe „Concept Film“ seine Ausstellung „∆“, während Sabine Marte, Gestalterin des Festivaltrailers 2011, zusammen mit Clemens Hollerer unter dem Titel „Brauchen wir einen Unfall?“ im Kunsthaus Graz ausstellte. Das trilaterale Branchentreffen fokussierte auf die „Digitale Revolution“ in Vertrieb und Marketing. Schließlich fiel 2011 der Startschuss zu „Diagonale GOES GREEN“, eine längerfristig angelegte Strategie der gesellschaftlichen Verantwortung für Umwelt und Nachhaltigkeit.
Die 15. Diagonale in Graz fand vom 20. bis 25. März 2012 statt. Trotz einer leicht geringeren Anzahl an Vorstellungen und Veranstaltungen im Vergleich zu 2011 stieg die Auslastung auf knapp 74 Prozent. Im Programm der Diagonale 2012 spiegelte sich in einer fokussierten Auswahl die hohe Qualität des aktuellen österreichischen Filmschaffens wider. Wie immer fungierte das Festival als Ort der Begegnung und des Austausches von Filmbranche und Publikum. Neben vielen etablierten Namen präsentierten auch zahlreiche junge Filmschaffende ihre Arbeiten. Eröffnet wurde die Diagonale 2012 mit einem Spielfilmdebüt: Spanien von Anja Salomonowitz. Im Rahmen der Eröffnung erhielt Johannes Silberschneider den Großen Diagonale-Schauspielpreis für seine Verdienste um die österreichische Filmkultur. Zu den Höhepunkten des Festivals zählte außerdem eine dem legendären Avantgardisten Ferry Radax gewidmete Personale, die dessen wegweisendes Werk mit einer konzentrierten Filmauswahl wieder einem breiteren Publikum zugänglich machte. Internationaler Gast war der israelischen Dokumentarfilmemacher Avi Mograbi, der neben einer umfassenden Filmretrospektive auch mit der Videoinstallation Details vertreten war. Viel Publikumszuspruch fanden auch das Spezialprogramm Carl Mayer-Drehbuchpreise 2017 „Shooting Women II“ zu den weiblichen Spielformen des Dokumentarischen, das historische Special zum US-amerikanischen Schauspieler und Kameramann Charles Korvin in der Reihe „FilmExil“ sowie die mit viel Spannung erwartete Wiederaufführung von Michael Syneks Die toten Fische aus dem Jahr 1989. Die Diskussionsschiene fokussierte in mehreren Programmpunkten den Status-quo der Filmkritik bzw. unterschiedliche Positionen des Filmdiskurses. Im Kunsthaus Graz zeigte Sofie Thorsen die Ausstellung „Schnitt A–A“. Im Rahmen des Branchentreffen „Discussing Diversity in Independent Cinema“ wurden in zahlreichen international besetzten Panels und Case Studies unterschiedliche Perspektiven und Strategien der Filmförderung und -verwertung vor dem Hintergrund praktischer Erfahrungen diskutiert und weiterführende Aktivitäten in Österreich initiiert.
2013 fand die 16. Auflage des Festivals vom 12. bis 17. März statt und wurde von Ulrich Seidls Paradies: Hoffnung eröffnet. Gezeigt wurden in 136 Vorstellungen insgesamt 156 Filme, davon 98 im Wettbewerb. Im Vergleich zum Vorjahr konnte die Diagonale mit 25.051 Besuchern (ca. 18.900 Kinoeintritte und ca. 6.000 Personen bei den Rahmenprogrammen) einen Zuwachs von 1.300 Besuchern aufweisen, während die Auslastung von 74 auf 72 Prozent sank. Die vergebenen Preise hatten einen Wert von etwa 155.000 Euro. Nach einem für den österreichischen Film von großen internationalen Erfolgen geprägten Kinojahr richtete sich das Augenmerk bei der Diagonale 2013 auf die zahlreichen viel versprechenden Produktionen junger Filmschaffender, deren individuelle Zugänge für frischen Wind sorgten. Zu den Höhepunkten zählten außerdem die Präsentation von Ulrich Seidls Paradies-Trilogie als Gesamtwerk und die beiden Josef Dabernig und Michaela Grill gewidmeten Personalen. Mit Dominik Graf war eine Ausnahmeerscheinung der deutschsprachigen Produktionslandschaft in Graz zu Gast. Die Fortsetzung der Reihe „FilmExil“ rückte das Filmschaffen des Wiener Regisseurs, Drehbuchautors und Produzenten Paul Czinner in den Mittelpunkt. Das Spezialprogramm „Austrian Pulp“ präsentierte subversives österreichisches Underground-Kino zwischen den Genres. Das Branchentreffen widmete sich den „Modellen der Stoff- und Projektentwicklung“ unter Beteiligung zahlreicher internationaler Experten.
Mit der Österreichpremiere von Johannes Holzhausens Dokumentarfilm Das große Museum eröffnete die 17. Ausgabe der Diagonale in Graz. Waren 2013 zahlreiche Spielfilmpremieren im Mittelpunkt gestanden, so rückte diesmal ganz im Trend des Produktionsjahres der Dokumentarfilm mit 23 Produktionen im Wettbewerb in den Blickpunkt. Insgesamt zeigte das Festival vom 18. bis 23. März 2014 192 Filme, davon 106 im Wettbewerb. Trotz strahlenden Frühlingswetters konnte nach sechs Tagen mit rund 25.500 Besuchern erneut ein leichter Publikumsanstieg vermeldet werden. Der Wert der vergebenen Filmpreise belief sich auf rund 165.000 Euro. Die Personale war dem Filmkünstler Manfred Neuwirth gewidmet. Die renommierte französische Kamerafrau Agnès Godard wurde mit einer Retrospektive gewürdigt. Viel Publikumszuspruch fanden die Spezialprogramme zu James Benning, Peter Lorre, die Fortsetzung von „Austrian Pulp“ sowie die Schau „Ein anderes Land“ anlässlich des fünfzigjährigen Bestehens des Österreichischen Filmmuseums. Das Branchentreffen stand unter dem Motto „Digital Revolution Meets Reality“. Wie immer positionierte sich das Festival als unverzichtbarer Ort der Begegnung und des Austausches von Filmbranche und Publikum. Zehn Jahre nach der Widerstands-Diagonale regte sich erneut Protest. In einer an die Regierungsparteien und die Geschäftsführung des ORF adressierten Petition warnten zahlreiche Vertreter der Filmbranche vor den unmittelbaren Auswirkungen drohender Mittelkürzungen.
Die Diagonale 2015 fand vom 17. bis 22. März statt. Das Festival fand zum letzten Mal unter der Leitung von Barbara Pichler statt, die sich nach sieben Jahren aus dieser Funktion zurückzog. Es wurden rund 27.000 Besucher verzeichnet und 50 Uraufführungen sowie 25 österreichische Erstaufführungen gezeigt. Im Wettbewerb liefen 97 Filme, insgesamt wurden 157 Filme gezeigt. Eröffnet wurde das Festival von Karl Markovics’ Spielfilm Superwelt. Einen Höhepunkt markierte die dem Dokumentarfilmer Nikolaus Geyrhalter gewidmete Personale. Internationaler Tribute-Gast war die französische Regisseurin und Autorin Mia Hansen-Løve. Die filmhistorischen Spezialprogramme widmeten sich der vertriebenen Avantgarde, dem Werk Alfred Kaisers und dem Spannungsverhältnis von Film und Geschichte. Weitere Specials galten der wiederentdeckten, von Günter Brödl geschriebenen TV-Serie Draußen in der Stadt und den beiden im Jahr zuvor verstorbenen Filmemachern Florian Flicker und Michael Glawogger. Das Branchentreffen setzte sich mit Fragen der Filmfinanzierung und Filmförderung auseinander.

#### Leitung Sebastian Höglinger und Peter Schernhuber (2016 bis 2023)
Die Diagonale 2016 fand vom 8. bis 13. März statt und stand erstmals unter der Leitung von Sebastian Höglinger und Peter Schernhuber. Die beiden setzten auf eine Balance zwischen Kontinuität und neuen Impulsen und verzeichneten mit 30.200 Besuchern einen neuen Rekord. Zwei neue Programmschienen, ein neues Erscheinungsbild, ein verstärktes Kooperieren mit lokalen Initiativen und Institutionen und ein eigener Festivaldistrikt trugen zur Erneuerung bei. Insgesamt wurden 158 Filme gezeigt, 107 davon im Wettbewerb. Eröffnet wurde das Festival mit der Weltpremiere von Mirjam Ungers Maikäfer flieg nach der Romanvorlage von Christine Nöstlinger. Die neue Reihe „Zur Person“ rückte die Produzentin Gabriele Kranzelbinder in den Mittelpunkt. Das provokant mit „Österreich: zum Vergessen“ betitelte historische Spezialprogramm widmete sich einer zentralen Phase österreichischer Film- und Zeitgeschichte: den Waldheim-Jahren. Vielfältige Bezüge innerhalb des Programms eröffnete die neue Festivalschiene „In Referenz“, im Rahmen derer US-Indie-Regisseur Matt Porterfield zu Gast war. Das Diagonale Film Meeting erarbeitete Strategien für mehr Gleichberechtigung und gesellschaftliche Diversität in Film und Fernsehen.
2017 ging die Diagonale vom 28. März bis 2. April zum zwanzigsten Mal in Graz über die Bühne. Eröffnet wurde das Festival von Michael Glawoggers Dokumentarfilm Untitled, den Filmeditorin Monika Willi nach Glawoggers unerwartetem Tod 2014 fertigstellte. Gezeigt wurden insgesamt 191 Filme, 106 davon konkurrierten im Wettbewerb um die Diagonale-Preise. Diese hatten einen Gesamtwert von rund 195.000 Euro. Erstmals wurde im Rahmen der Diagonale der Franz-Grabner-Preis in den Kategorien Kino- und Fernsehdokumentarfilm vergeben. In der Programmierung trugen genreübergreifende Kurzfilmprogramme und Vorfilme dem Trend des Ineinanderfließens der Filmgattungen Rechnung. So wurden im Wettbewerb experimentelle Arbeiten, Musikvideos, Spiel- und Dokumentarfilme zueinander positioniert. Mit 31.200 Besuchern konnte die Diagonale den Publikumszuspruch aus dem Vorjahr (2016: 30.200) nochmals steigern. Viel positives Feedback gab es auf das historische Spezialprogramm „1000 Takte Film“, das nach Einflüssen von Popkultur auf den österreichischen Film und vice versa suchte. Die Reihe „Zur Person“ rückte mit der Integrationsfigur Andi Winter einen Filmschaffenden der vermeintlich zweiten Reihe in den Mittelpunkt. US-Regisseurin Ana Lily Amirpour präsentierte in Graz ihr neuestes Werk The Bad Batch und hielt eine Masterclass. Im Rahmen des Diagonale Film Meetings beleuchteten Branchenvertreter unterschiedlicher Sparten und Funktionen die Popularität und das Potenzial des österreichischen Films im Inland. Die neue Diskussionsschiene Diagonale im Dialog brachte illustre Persönlichkeiten der Filmwelt zu ausgedehnten Gesprächen in die Festivalkinos.
2018 fand die Diagonale vom 13. bis 18. März statt, Eröffnungsfilm war Murer – Anatomie eines Prozesses von Christian Frosch. Eine Werkschau zu Ludwig Wüst mit dem Titel „Theater, Kino, Holzarbeit“ ging auf das breite Arbeitsspektrum des Regisseurs ein, sowohl auf seine Kino- und Theaterarbeit, als auch auf sein Schaffen als Tischler. Wüst inszenierte dabei im Rahmen einer erstmaligen Kooperation des Filmfestivals mit dem Schauspielhaus Graz das Theaterstück Fräulein Julie von August Strindberg. Die Diagonale 2019 vom 19. bis zum 24. März wurde mit Der Boden unter den Füßen von Marie Kreutzer eröffnet.
2020 wurde die ursprünglich für 24. bis 29. März geplante Diagonale aufgrund der COVID-19-Pandemie abgesagt. Die Preisträger wurden am 30. Juni 2020 bekanntgegeben.
Die ursprünglich für 16. bis 21. März 2021 geplante Ausgabe sollte mit dem Spielfilm Fuchs im Bau von Arman T. Riahi eröffnet werden. Aufgrund der COVID-19-Pandemie wurde die Ausgabe auf 8. bis 13. Juni 2021 verschoben.
Die 25. Ausgabe fand vom 5. bis zum 10. April 2022 statt, als Eröffnungsfilm wurde Sonne von Kurdwin Ayub ausgewählt. Die Reihe Zur Person wurde der Arbeit des Regieduos Tizza Covi und Rainer Frimmel gewidmet.
2022 wurde die Intendanz des Festivals neu ausgeschrieben, Höglinger und Schernhuber beendeten mit der Festivalausgabe 2023 ihre Tätigkeit.

#### Leitung Dominik Kamalzadeh und Claudia Slanar (seit 2024)
Ab der Festivalausgabe 2024 übernahmen Standard-Filmredakteur Dominik Kamalzadeh und Kunsthistorikerin und Filmkuratorin Claudia Slanar die Intendanz. Im April 2024 wurde die Diagonale mit dem Dokumentarfilm Favoriten von Ruth Beckermann eröffnet.
Die Ausgabe 2025 vom 27. März bis zum 1. April soll das Schaffen der Dokumentaristin Ivette Löcker würdigen, ihr Dokumentarfilm Unsere Zeit wird kommen soll uraufgeführt werden. Als Eröffnungsfilm der Diagonale 2025 wurde Wie man normal ist und die Merkwürdigkeiten der anderen Welt von Florian Pochlatko ausgewählt.

## Preise
| Jurypreise der Diagonale | Jurypreise der Diagonale                                       | Jurypreise der Diagonale | Jurypreise der Diagonale  |
| --- | -------------------------------------------------------------- | ------------------------ | ------------------------- |
| Kategorie | gestiftet von                                                  | seit                     | Dotierung (in Euro, 2020) |
| Großer Diagonale-Preis des Landes Steiermark Bester Spielfilm | Land Steiermark/Kultur, The Grand Post, Mischief Films         | 2006                     | 21.000                    |
| Großer Diagonale-Preis des Landes Steiermark Bester Dokumentarfilm | Land Steiermark/Kultur, The Grand Post, Mischief Films         | 2006                     | 21.000                    |
| Diagonale-Preis Innovatives Kino der Stadt Graz Bester innovativer Film, Experimental- oder Animationsfilm                                                                     | Stadt Graz Kultur, Golden Girls Filmproduktion                 | 1998                     | 8.500                     |
| Diagonale-Preis Kurzspielfilm Bester Kurzspielfilm | Muchar Upcycles, The Grand Post                                | 2011                     | 5.500                     |
| Diagonale-Preis Kurzdokumentarfilm der Diözese Graz-Seckau Bester Kurzdokumentarfilm                                                                                           | Diözese Graz-Seckau                                            | 2001                     | 4.000                     |
| Diagonale-Preis der Jugendjury des Landes Steiermark Bester Nachwuchsfilm | Land Steiermark/Jugend, Stöger Kameras                         | 1998                     | 5.500                     |
| Großer Diagonale-Schauspielpreis für Verdienste um die österreichische Filmkultur                                                                                              | Verwertungsgesellschaft der Filmschaffenden                    | 2008                     | Kunstwerk                 |
| Diagonale-Schauspielpreis für einen bemerkenswerten Auftritt eines österreichischen Schauspielers in einem Wettbewerbsfilm der Diagonale                                       | Verwertungsgesellschaft der Filmschaffenden                    | 2008                     | 3.000                     |
| Diagonale-Schauspielpreis für einen bemerkenswerten Auftritt einer österreichischen Schauspielerin in einem Wettbewerbsfilm der Diagonale                                      | Verwertungsgesellschaft der Filmschaffenden                    | 2011                     | 3.000                     |
| Preise der Berufsverbände |                                                                |                          |                           |
| Kategorie | gestiftet von                                                  | seit                     | Dotierung (in Euro, 2020) |
| Diagonale-Preis Schnitt des Verbandes Filmschnitt aea Beste künstlerische Montage Spielfilm                                                                                    | Verwertungsgesellschaft der Filmschaffenden                    | 2007                     | 3.000                     |
| Diagonale-Preis Schnitt des Verbandes Filmschnitt aea Beste künstlerische Montage Dokumentarfilm                                                                               | Verwertungsgesellschaft der Filmschaffenden                    | 2007                     | 3.000                     |
| Diagonale-Preis Bildgestaltung des Verbandes österr. Kameraleute AAC Beste Bildgestaltung Spielfilm                                                                            | Verwertungsgesellschaft der Filmschaffenden                    | 2006                     | 3.000                     |
| Diagonale-Preis Bildgestaltung des Verbandes österr. Kameraleute AAC Beste Bildgestaltung Dokumentarfilm                                                                       | Verwertungsgesellschaft der Filmschaffenden                    | 2006                     | 3.000                     |
| Diagonale-Preis Szenenbild des Verbandes österr. FilmausstatterInnen VÖF Bestes Szenenbild                                                                                     | Verwertungsgesellschaft der Filmschaffenden                    | 2011                     | 3.000                     |
| Diagonale-Preis Kostümbild des Verbandes österr. FilmausstatterInnen VÖF Bestes Kostümbild                                                                                     | Verwertungsgesellschaft der Filmschaffenden                    | 2011                     | 3.000                     |
| Diagonale-Preis Sounddesign des Verbandes österr. Filmtonschaffender Filmton Austria Bestes Sounddesign Spielfilm                                                              | Verwertungsgesellschaft der Filmschaffenden                    | 2013                     | 3.000                     |
| Diagonale-Preis Sounddesign des Verbandes österr. Filmtonschaffender Filmton Austria Bestes Sounddesign Dokumentarfilm                                                         | Verwertungsgesellschaft der Filmschaffenden                    | 2013                     | 3.000                     |
| sonstige Preisverleihungen im Rahmen der Diagonale |                                                                |                          |                           |
| Kategorie | gestiftet von                                                  | seit                     | Dotierung (in Euro, 2020) |
| Preis „Außergewöhnliche Produktionsleistungen“ der VAM – Verwertungs- gesellschaft für Audiovisuelle Medien für außergewöhnliche Produktionsleistung im Bereich Film           | Verwertungsgesellschaft für audiovisuelle Medien (VAM)         | 2002                     | 20.000                    |
| Diagonale-Publikumspreis der Kleinen Zeitung Beliebtester Film der Diagonale                                                                                                   | Kleine Zeitung                                                 | 2007                     | 3.000                     |
| Carl-Mayer-Drehbuchpreise Hauptpreis | Stadt Graz Kultur                                              | 1990 (*)                 | 15.000                    |
| Carl-Mayer-Drehbuchpreise Förderungspreis | Stadt Graz Kultur                                              | 1994 (*)                 | 7.500                     |
| Thomas Pluch Hauptpreis für das beste Drehbuch eines abendfüllenden Kinospielfilms oder eines abendfüllenden Fernsehfilms                                                      | Bundesministerium Kunst, Kultur, öffentlicher Dienst und Sport | 1993                     | 12.000                    |
| Thomas Pluch Spezialpreis der Jury für ein Drehbuch eines abendfüllenden Kinospielfilms oder eines abendfüllenden Fernsehfilms mit besonders herausragend behandelten Aspekten | Bundesministerium Kunst, Kultur, öffentlicher Dienst und Sport | 2014                     | 7.000                     |
| Thomas Pluch Preis für kurze oder mittellange Kinospielfilme für das beste Drehbuch eines Kinospielfilms mit einer Mindestlänge von 15 bis max. 70 Minuten                     | Bundesministerium Kunst, Kultur, öffentlicher Dienst und Sport | 2014                     | 3.000                     |
| Franz-Grabner-Preis Kinodokumentarfilm | AAFP, Film Austria, ORF                                        | 2017                     | 5.000                     |
| Franz-Grabner-Preis Fernsehdokumentarfilm | AAFP, Film Austria, ORF                                        | 2017                     | 5.000                     |
| Ehemalige Preise |                                                                |                          |                           |
| Kategorie | gestiftet von                                                  | Zeitraum                 | Dotierung                 |
| Dor Film Preis für Drehbuchentwicklung | Dor Film                                                       | 2014 bis 2016            | 5.000                     |
| Diagonale-Preis Bester österreichischer Nachwuchsfilm | ORF-kunst-stücke                                               | 2002                     | (***)                     |
| Großer Diagonale-Preis – Bester österreichischer Kinofilm | Land Steiermark                                                | 1998 bis 2005            |                           |
| Verband österreichischer Kameraleute AAC-Preis – Beste Kameraarbeit | Verband österreichischer Kameraleute                           | 2004 bis 2005            |                           |
| Diagonale-Preis Schnitt – Bester Schnitt | Verband Film- und Videoschnitt                                 | 2005                     |                           |
| Würdigungspreis für Filmkunst | BMUKK                                                          | 1999 bis 2010            | 14.600                    |
| Förderungspreis für Filmkunst | BMUKK                                                          | 1999 bis 2010            | 8.000                     |
| ORF-Preis für fernsehgerechte Stoffe im Rahmen des Carl Mayer-Drehbuchwettbewerbs                                                                                              | ORF                                                            | 2000 bis 2007            | 4.000                     |
| Erich-Neuberg-Preis – beste Regieleistung einer ORF-Produktion | ORF                                                            | 2003 bis 2010(**)        | 10.000                    |
| Thomas Pluch-Drehbuchwürdigungspreis – für die zwei besten Drehbücher von Nachwuchsautoren                                                                                     | Drehbuchverband Austria und BMUKK                              | 2004 bis 2013            | je 5.500                  |
| (*) seit 2000 im Rahmen der Diagonale (**) wird seit 1980 vergeben, von 2003 bis 2010 im Rahmen der Diagonale (***) Preis: Produktionsauftrag für kunst-stücke                 |                                                                |                          |                           |

## Preisträger

### Großer Diagonale-Preis
| Großer Preis der Diagonale | Großer Preis der Diagonale                   | Großer Preis der Diagonale                 | Großer Preis der Diagonale       | Großer Preis der Diagonale            |
| Jahr                       | Regisseur                                    | Bester österreichischer Kinofilm           | Bester österreichischer Kinofilm | Bester österreichischer Kinofilm      |
| -------------------------- | -------------------------------------------- | ------------------------------------------ | -------------------------------- | ------------------------------------- |
| 1998                       | Florian Flicker                              | Suzie Washington                           | Suzie Washington                 | Suzie Washington                      |
| 1999                       | Nikolaus Geyrhalter                          | Pripyat                                    | Pripyat                          | Pripyat                               |
| 2000                       | Barbara Albert Goran Rebić                   | Nordrand The Punishment                    | Nordrand The Punishment          | Nordrand The Punishment               |
| 2001                       | Florian Flicker                              | Der Überfall                               | Der Überfall                     | Der Überfall                          |
| 2002                       | Fritz Lehner                                 | Jedermanns Fest                            | Jedermanns Fest                  | Jedermanns Fest                       |
| 2003                       | Andrea Maria Dusl                            | Blue Moon                                  | Blue Moon                        | Blue Moon                             |
| 2004                       | Martin Bruch                                 | handbikemovie                              | handbikemovie                    | handbikemovie                         |
| 2005                       | Jessica Hausner                              | Hotel                                      | Hotel                            | Hotel                                 |
| Jahr                       | Regisseur                                    | Bester österreichischer Dokumentarfilm     | Regisseur                        | Bester österreichischer Kinospielfilm |
| 2006                       | Tizza Covi und Rainer Frimmel Arash T. Riahi | Babooska Exile Family Movie                | Michael Haneke                   | Caché                                 |
| 2007                       | Peter Schreiner                              | Bellavista                                 | Jakob M. Erwa                    | Heile Welt                            |
| 2008                       | Marko Doringer                               | Mein halbes Leben                          | Götz Spielmann                   | Revanche                              |
| 2009                       | Constantin Wulff                             | In die Welt                                | Michael Glawogger                | Das Vaterspiel                        |
| 2010                       | Brigitte Weich Karin Macher                  | Hana, dul, sed …                           | Tizza Covi Rainer Frimmel        | La Pivellina                          |
| 2011                       | Ivette Löcker                                | Nachtschichten                             | Marie Kreutzer                   | Die Vaterlosen                        |
| 2012                       | Dariusz Kowalski                             | Richtung Nowa Huta                         | Sebastian Meise                  | Stillleben                            |
| 2013                       | Bernadette Weigel                            | Fahrtwind – Aufzeichnungen einer Reisenden | Tizza Covi Rainer Frimmel        | Der Glanz des Tages                   |
| 2014                       | Ruth Beckermann                              | Those Who Go Those Who Stay                | Houchang Allahyari               | Der letzte Tanz                       |
| 2015                       | Nikolaus Geyrhalter                          | Über die Jahre                             | Veronika Franz Severin Fiala     | Ich seh Ich seh                       |
| 2016                       | Sigmund Steiner                              | Holz Erde Fleisch                          | Ruth Beckermann                  | Die Geträumten                        |
| 2017                       | Ivette Löcker                                | Was uns bindet                             | Lukas Valenta Rinner             | Die Liebhaberin                       |
| 2018                       | Nikolaus Geyrhalter                          | Die bauliche Maßnahme                      | Christian Frosch                 | Murer – Anatomie eines Prozesses      |
| 2019                       | Nathalie Borgers                             | The Remains – Nach der Odyssee             | Sara Fattahi                     | Chaos                                 |
| 2020                       | Sabine Derflinger                            | Die Dohnal                                 | Sandra Wollner                   | The Trouble with Being Born           |
| 2021                       | Tizza Covi und Rainer Frimmel                | Aufzeichnungen aus der Unterwelt           | Evi Romen                        | Hochwald                              |
| 2022                       | Sabine Derflinger                            | Alice Schwarzer                            | Ulrich Seidl                     | Rimini                                |
| 2023                       | Chris Krikellis                              | Souls of a River                           | Tizza Covi und Rainer Frimmel    | Vera                                  |
| 2024                       | Helin Çelik                                  | Anqa                                       | Martha Mechow                    | Die ängstliche Verkehrsteilnehmerin   |
| 2025                       | Lisa Polster                                 | Bürglkopf                                  | Mo Harawe                        | The Village Next to Paradise          |

### Diagonale-Preis Innovatives Kino
| 1998 | Kathrin Resetarits Martin Arnold                              | Ägypten Alone – Life Wastes Andy Hardy                                                |
| 1999 | Peter Tscherkassky                                            | Outer Space                                                                           |
| 2000 | Fiona Rukschcio Elke Groen, Wolfgang Widerhofer, Ralph Wieser | #1: <common.places> Die Kunst der Stunde ist Widerstand                               |
| 2001 | Kollektiv „Die Kunst der Stunde ist Widerstand“ Verein „Echo“ | für ihre Medienarbeit                                                                 |
| 2002 | Michael Palm                                                  | Sea Concrete Human – Malfunctions #1                                                  |
| 2003 | Mara Mattuschka                                               | id                                                                                    |
| 2004 | Brigitta Bödenauer Didi Bruckmayr, Michael Strohmann          | don’t touch me when I start to feel save ich bin traurig                              |
| 2005 | Gerhard Friedl                                                | Hat Wolff von Amerongen Konkursdelikte begangen?                                      |
| 2006 | Tina Frank „lia“ Gabriele Mathes                              | Chronomops int.16/45//son01/30x1 Eine Million Kredit ist normal, sagt mein Großvater  |
| 2007 | Jan Machacek, Martin Siewert Manuel Knapp                     | erase remake visibility of interim                                                    |
| 2008 | Mara Mattuschka Johann Lurf                                   | Running Sushi Vertigo Rush                                                            |
| 2009 | Michael Palm                                                  | Laws of Physics                                                                       |
| 2010 | Sabine Marte                                                  | B-star, untötbar! reloaded                                                            |
| 2011 | Billy Roisz                                                   | Chiles en Nogada                                                                      |
| 2012 | Josef Dabernig                                                | Hypercrisis                                                                           |
| 2013 | Michaela Grill                                                | FORÊT D’EXPÉRIMENTATION                                                               |
| 2014 | Lukas Marxt                                                   | High Tide                                                                             |
| 2015 | Sasha Pirker und Lotte Schreiber                              | Exhibition Talks                                                                      |
| 2016 | Antoinette Zwirchmayr                                         | Josef – Täterprofil meines Vaters                                                     |
| 2017 | Katrina Daschner                                              | Pferdebusen                                                                           |
| 2018 | Johann Lurf                                                   | ★                                                                                     |
| 2019 | Jennifer Mattes                                               | Wreckage takes a holiday                                                              |
| 2020 | Constanze Ruhm                                                | Gli appunti di Anna Azzori / Uno specchio che viaggia nel tempo                       |
| 2021 | The Golden Pixel Cooperative                                  | Half of the Sky                                                                       |
| 2022 | Anna Spanlang                                                 | CEREAL / Soy Claudia, soy Esther y soy Teresa. Soy Ingrid, soy Fabiola y soy Valeria. |
| 2023 | Eva Egermann und Cordula Thym                                 | C-TV (Wenn ich Dir sage, ich habe Dich gern …)                                        |
| 2024 | Simona Obholzer                                               | DIN 18035                                                                             |
| 2025 | Michael Gülzow                                                | Der tote Winkel der Wahrnehmung                                                       |

### Diagonale-Preis der Jugendjury – Bester Nachwuchsfilm
| 1998 | Nana Swiczinsky                                       | Wieder Holung                                                      |
| 1999 | Georg Wasner                                          | Postwendend keine Kugel ins Herz                                   |
| 2000 | Siegfried A. Fruhauf                                  | Höhenrausch                                                        |
| 2001 | Kerstin Cmelka                                        | Mit mir                                                            |
| 2002 | Birgit Foerster                                       | Au clair de la lune                                                |
| 2003 | Sebastian Meise                                       | Prises de vues                                                     |
| 2004 | Karl Bretschneider                                    | Grauzone                                                           |
| 2005 | Michael Ramsauer                                      | Echos                                                              |
| 2006 | Anna Martinetz                                        | Stadtutopien oder die Legende von Synia                            |
| 2007 | Andrina Mračnikar                                     | Der Kärntner spricht Deutsch                                       |
| 2008 | Carola Schmidt Jakob M. Erwa                          | Wir bitten Dich, verführe uns! Lobende Erwähnung: tschuschen:power |
| 2009 | Marvin Kren                                           | Schautag                                                           |
| 2010 | Hüseyin Tabak                                         | Kick Off                                                           |
| 2011 | Max Liebich                                           | You’re Out                                                         |
| 2012 | Conrad Tambour                                        | Der Besuch                                                         |
| 2013 | Matthias Zuder                                        | Erbgut                                                             |
| 2014 | Britta Schoening, Michaela Taschek und Sandra Wollner | Uns geht es gut                                                    |
| 2015 | Lukas Valenta Rinner                                  | Parabellum                                                         |
| 2016 | Jasmin Baumgartner                                    | Unmensch                                                           |
| 2017 | Santiago Rodriguez Duran                              | Revolución Solar                                                   |
| 2018 | Bernhard Wenger                                       | Entschuldigung, ich suche den Tischtennisraum und meine Freundin   |
| 2019 | Nicolas Pindeus                                       | Zufall & Notwendigkeit                                             |
| 2020 | Özgür Anil                                            | Das Urteil im Fall K.                                              |
| 2021 | Lukas Ladner                                          | EVA-MARIA                                                          |
| 2022 | Jan Prazak                                            | Alles ist hin                                                      |
| 2023 | Olga Kosanović                                        | Land der Berge                                                     |
| 2024 | Bernhard Wohlfahrter                                  | Glückstag                                                          |
| 2025 | Lisa Polster                                          | Bürglkopf                                                          |

### Diagonale-Preis Bester Kurzdokumentar- und Kurzspielfilm
| 2001 | Joerg Burger                                                                    | Moscouw |
| 2002 | Egon Humer                                                                      | Amos Vogel. Mosaik im Vertrauen |
| 2003 | Andrina Mračnikar                                                               | Andri 1924–1944 |
| 2004 | Gerald Harringer                                                                | MA |
| 2005 | Ascan Breuer, Ursula Hansbauer, Wolfgang Konrad                                 | Forst |
| 2006 | Sepp Dreissinger                                                                | artgenossen. 35minutenporträts |
| 2007 | Judith Zdesar                                                                   | Bilder aus dem Tagebuch eines Wartenden |
| 2008 | Emanuel Danesch                                                                 | livesafelyineurope |
| 2009 | Bernhard Braunstein, David Gross                                                | Pharao Bipolar |
| 2010 | Juliane Großheim                                                                | Die Kinder vom Friedrichshof |
| 2011 | Umut Dağ Karl-Heinz Klopf                                                       | Papa (Kurzspielfilm) They (Kurzdokumentarfilm)                                                                                               |
| 2012 | Catalina Molina Houchang Allahyari                                              | Unser Lied (Kurzspielfilm) Das persische Krokodil (Kurzdokumentarfilm)                                                                       |
| 2013 | Florian Pochlatko Friedemann Derschmidt                                         | Erdbeerland (Kurzspielfilm) Das Phantom der Erinnerung (Kurzdokumentarfilm)                                                                  |
| 2014 | Stefan Bohun Antoinette Zwirchmayr                                              | Musik (Kurzspielfilm) Der Zuhälter und seine Trophäen (Kurzdokumentarfilm)                                                                   |
| 2015 | Jannis Lenz Lisbeth Kovacic                                                     | Schattenboxer (Kurzspielfilm) minor border (Kurzdokumentarfilm)                                                                              |
| 2016 | Maria Luz Olivares Capelle ;Clara Trischler                                     | Wald der Echos (Kurzspielfilm) Zuhause ist kein Ort (Kurzdokumentarfilm)                                                                     |
| 2017 | Clara Stern Kristina Schranz                                                    | Mathias (Kurzspielfilm) Spielfeld (Kurzdokumentarfilm)                                                                                       |
| 2018 | Bernhard Wenger Kristina Schranz                                                | Entschuldigung, ich suche den Tischtennisraum und meine Freundin (Kurzspielfilm) Ars Moriendi oder die Kunst des Lebens (Kurzdokumentarfilm) |
| 2019 | Raphaela Schmid Johannes Gierlinger                                             | ENE MENE (Kurzspielfilm) Remapping the origins (Kurzdokumentarfilm)                                                                          |
| 2020 | Raphaela Schmid Total Refusal (Robin Klengel, Leonhard Müllner, Michael Stumpf) | Fische (Kurzspielfilm) How to Disappear (Kurzdokumentarfilm)                                                                                 |
| 2021 | Maximilian Conway Sophie Gmeiner                                                | Liebe, Pflicht & Hoffnung (Kurzspielfilm) FRAUENFRAGMENTE: Gini und Resi (Kurzdokumentarfilm)                                                |
| 2022 | Valentin Stejskal Valérie Pelet                                                 | 5pm Seaside (Kurzspielfilm) Augusts Orte (Kurzdokumentarfilm)                                                                                |
| 2023 | David Lapuch Karin Berger                                                       | Cornetto im Gras (Kurzspielfilm) Wankostättn (Kurzdokumentarfilm)                                                                            |
| 2024 | Sallar Othman Bernhard Hetzenauer                                               | Yarê (Kurzspielfilm) Those Next to Us (Kurzdokumentarfilm)                                                                                   |
| 2024 | Reza Rasouli Josephine Ahnelt                                                   | Night of Passage (Kurzspielfilm) lll (Kurzdokumentarfilm)                                                                                    |

### Diagonale-Schauspielpreise
Auf Initiative der Verwertungsgesellschaft der Filmschaffenden werden seit 2008 die Diagonale-Schauspielpreise vergeben. Der Große Diagonale-Schauspielpreis wird für Verdienste um die österreichische Filmkultur vergeben, wohingegen der Diagonale-Schauspielpreis für einen bemerkenswerten Auftritt in einem Film des jeweiligen Diagonale-Jahrgangs verliehen wird. Die Trophäe für den Großen Diagonale-Schauspielpreis wird alljährlich von einem oder einer österreichischen Künstler oder Künstlerin gestaltet. 2008: Erwin Wurm, 2009: Elke Krystufek, 2010: Brigitte Kowanz, 2011: Peter Kogler, 2012: Elfie Semotan, 2013: Herbert Brandl, 2014: Eva Schlegel, 2015: Heimo Zobernig, 2016: Anna Paul, 2017: Stefanie Moshammer. Seit 2010 wird der Diagonale-Schauspielpreis sowohl an einen Schauspieler als auch an eine Schauspielerin vergeben.
| 1999 | Roland Düringer für Hinterholz 8              | Sabrina Riedel für Beastie Girl |
| Jahr | Großer Diagonale-Schauspielpreis              | Diagonale-Schauspielpreis |
| 2008 | Karl Markovics für Die Fälscher               | Ursula Strauss für Revanche |
| 2009 | Josef Hader unter anderem für Der Knochenmann | Birgit Minichmayr für Der Knochenmann |
| 2010 | Klaus Maria Brandauer für sein Lebenswerk     | Franziska Weisz für Der Räuber Andreas Lust für Der Räuber                                                                                      |
| 2011 | Senta Berger für ihr Lebenswerk               | Marion Mitterhammer für Die Vaterlosen Johannes Krisch für Die Vaterlosen, Vielleicht in einem anderen Leben, Kottan ermittelt: Rien ne va plus |
| 2012 | Johannes Silberschneider                      | Christine Ostermayer für Anfang 80 Michael Fuith für Michael                                                                                    |
| 2013 | Maria Hofstätter                              | Johanna Orsini-Rosenberg für Soldate Jeannette Johannes Nussbaum für Diamantenfieber oder Kauf dir einen bunten Luftballon                      |
| 2014 | Georg Friedrich                               | Erni Mangold für Der letzte Tanz Gerhard Liebmann für Blutgletscher, Das finstere Tal und Bad Fucking                                           |
| 2015 | Tobias Moretti                                | Ulrike Beimpold für Superwelt Murathan Muslu für Risse im Beton                                                                                 |
| 2016 | Erni Mangold                                  | Ursula Strauss für Maikäfer flieg! Erwin Steinhauer für Thank You for Bombing                                                                   |
| 2017 | Johannes Krisch                               | Verena Altenberger für Die beste aller Welten Philipp Hochmair für Kater                                                                        |
| 2018 | Ingrid Burkhard                               | die gesamten Schauspiel-Ensembles von L’Animale und Cops                                                                                        |
| 2019 | Birgit Minichmayr                             | Joy Alphonsus für Joy Simon Frühwirth für Nevrland                                                                                              |
| 2020 | Ursula Strauss                                | Julia Franz Richter für Der Taucher Dominik Warta für The Trouble with Being Born                                                               |
| 2021 | Christine Ostermayer                          | Hilde Dalik für Sargnagel Lukas Miko für Me, We                                                                                                 |
| 2022 | Branko Samarovski                             | Julia Windischbauer für Para:dies Georg Friedrich für Große Freiheit                                                                            |
| 2023 | Margarethe Tiesel                             | Pia Hierzegger für Family Dinner Gerhard Liebmann für Eismayer                                                                                  |
| 2024 | Lukas Miko                                    | Birgit Minichmayr für Mit einem Tiger schlafen Voodoo Jürgens für Rickerl – Musik is höchstens a Hobby                                          |
| 2025 | Inge Maux                                     | Marie-Luise Stockinger für Gina Florentina Holzinger für Mond                                                                                   |

### Diagonale-Preis Bildgestaltung
Der Verband österreichischer Kameraleute vergab 2004 und 2005 an der Diagonale den AAC-Preis für die beste Kameraarbeit des Jahres. Zum dreißigjährigen Verbandsjubiläum 2006 wurden erstmals zwei Preise, in den Kategorien Beste Kameraarbeit Spiel- und Dokumentarfilm, als Diagonale-Preis Kameraarbeit vergeben. Seit 2007 heißen diese Preise Diagonale-Preis Bildgestaltung, seit 2014 sind sie mit je 3.000 Euro dotiert.
| Diagonale-Preis des Verbandes österreichischer Kameraleute | Diagonale-Preis des Verbandes österreichischer Kameraleute | Diagonale-Preis des Verbandes österreichischer Kameraleute | Diagonale-Preis des Verbandes österreichischer Kameraleute | Diagonale-Preis des Verbandes österreichischer Kameraleute |
| Jahr                                                       | AAC-Preis Beste Kameraarbeit                               | AAC-Preis Beste Kameraarbeit                               | AAC-Preis Beste Kameraarbeit                               | AAC-Preis Beste Kameraarbeit                               |
| ---------------------------------------------------------- | ---------------------------------------------------------- | ---------------------------------------------------------- | ---------------------------------------------------------- | ---------------------------------------------------------- |
| 2004                                                       | Bernhard Keller                                            | Bernhard Keller                                            | Struggle                                                   | Struggle                                                   |
| 2005                                                       | Johannes Hammel, Rafael Ortega                             | Johannes Hammel, Rafael Ortega                             | Volver la Vista                                            | Volver la Vista                                            |
| Jahr                                                       | Beste Bildgestaltung Spielfilm                             | Beste Bildgestaltung Spielfilm                             | Beste Bildgestaltung Dokumentarfilm                        | Beste Bildgestaltung Dokumentarfilm                        |
| 2006                                                       | Martin Gschlacht                                           | Spiele Leben                                               | Wolfgang Thaler                                            | Working Man's Death                                        |
| 2007                                                       | Bernhard Keller                                            | Fallen                                                     | Jo Molitoris                                               | Kurz davor ist es passiert                                 |
| 2008                                                       | Martin Gschlacht                                           | Revanche                                                   | Joerg Burger                                               | Der Weg nach Mekka                                         |
| 2009                                                       | Enzo Brandner                                              | Universalove                                               | Nikolaus Geyrhalter                                        | 7915 km                                                    |
| 2010                                                       | Christian Berger                                           | Das weiße Band                                             | Peter Schreiner                                            | Totó                                                       |
| 2011                                                       | Leena Koppe                                                | Die Vaterlosen                                             | Elfi Mikesch                                               | MONDO LUX – Die Bilderwelten des Werner Schroeter          |
| 2012                                                       | Gerald Kerkletz                                            | Stillleben und Michael                                     | Joerg Burger                                               | The Future’s Past – Creating Cambodia                      |
| 2013                                                       | Wolfgang Thaler und Ed Lachman                             | Paradies: Liebe                                            | Bernadette Weigel                                          | Fahrtwind – Aufzeichnungen einer Reisenden                 |
| 2014                                                       | Thomas Kiennast                                            | Das finstere Tal                                           | Joerg Burger und Attila Boa                                | Das große Museum                                           |
| 2015                                                       | Michael Bindlechner                                        | Superwelt                                                  | Manfred Neuwirth                                           | Aus einem nahen Land                                       |
| 2016                                                       | Gerald Kerkletz                                            | WINWIN                                                     | Kurdwin Ayub                                               | Paradies! Paradies!                                        |
| 2017                                                       | Wolfgang Thaler Sebastian Thaler                           | Ugly                                                       | Attila Boa                                                 | Untitled                                                   |
| 2018                                                       | Mariel Baqueiro                                            | Hagazussa                                                  | Serafin Spitzer                                            | Gwendolyn                                                  |
| 2019                                                       | Klemens Hufnagl                                            | Bewegungen eines nahen Bergs                               | Christiana Perschon                                        | Sie ist der andere Blick                                   |
| 2020                                                       | Thimios Bakatakis                                          | The Lodge                                                  | Yunus Roy Imer                                             | Space Dogs                                                 |
| 2021                                                       | Ludwig Wüst                                                | 3.30PM                                                     | Jordane Chouzenoux                                         | Wenn es Liebe wäre                                         |
| 2022                                                       | Crystel Fournier                                           | Große Freiheit                                             | Judith Benedikt, Thomas Fürhapter und Klemens Koscher      | Zusammenleben                                              |
| 2023                                                       | Judith Kaufmann                                            | Corsage                                                    | Klemens Koscher                                            | 27 Storeys                                                 |
| 2024                                                       | Nora Einwallner                                            | Asche                                                      | Julia Gutweniger                                           | Vista Mare                                                 |
| 2025                                                       | Mostafa El Kasheef                                         | The Village Next to Paradise                               | Serafin Spitzer und Serhiy Stetsenko                       | Dear Beautiful Beloved                                     |

### Diagonale-Preis Schnitt
Seit 2005 vergibt der  Österreichische Verband Filmschnitt (aea) im Rahmen der Diagonale einen Preis für die beste künstlerische Montage in einem Wettbewerbsfilm der Diagonale. 2006 wurden erstmals zwei Schnitt-Preise, in den Kategorien Spiel- und Dokumentarfilm vergeben. Diese sind seit 2014 mit je 3.000 Euro dotiert und werden von der Jury des Großen Diagonale-Preises Spielfilm bzw. von jener des Großen Diagonale-Preises Dokumentarfilm vergeben.
| Diagonale-Preis Schnitt des Verbandes Filmschnitt aea | Diagonale-Preis Schnitt des Verbandes Filmschnitt aea | Diagonale-Preis Schnitt des Verbandes Filmschnitt aea | Diagonale-Preis Schnitt des Verbandes Filmschnitt aea | Diagonale-Preis Schnitt des Verbandes Filmschnitt aea |
| Jahr                                                  | Beste künstlerische Montage                           | Beste künstlerische Montage                           | Beste künstlerische Montage                           | Beste künstlerische Montage                           |
| ----------------------------------------------------- | ----------------------------------------------------- | ----------------------------------------------------- | ----------------------------------------------------- | ----------------------------------------------------- |
| 2005                                                  | Denise Vindevogel                                     | Denise Vindevogel                                     | Darwin’s Nightmare                                    | Darwin’s Nightmare                                    |
| Jahr                                                  | Beste künstlerische Montage Spielfilm                 | Beste künstlerische Montage Spielfilm                 | Beste künstlerische Montage Dokumentarfilm            | Beste künstlerische Montage Dokumentarfilm            |
| 2006                                                  | Nina Kusturica Bernhard Schmid                        | Kotsch                                                | Dieter Pichler                                        | No Name City                                          |
| 2007                                                  | Oliver Neumann                                        | Immer nie am Meer                                     | Alarich Lenz                                          | Meine liebe Republik                                  |
| 2008                                                  | Christof Schertenleib                                 | Import Export                                         | Martin Hasenöhrl                                      | drent und herent                                      |
| 2009                                                  | Anja Schürenberg                                      | Rimini                                                | Michèle Barbin                                        | Pianomania                                            |
| 2010                                                  | Gerhard Fillei Joachim Krenn                          | New York: November (South)                            | Michael Palm                                          | Jobcenter                                             |
| 2011                                                  | Evi Romen                                             | Mein bester Feind                                     | Wolfgang Widerhofer                                   | Abendland                                             |
| 2012                                                  | Wolfgang Widerhofer                                   | Michael                                               | Dieter Pichler                                        | American Passages                                     |
| 2013                                                  | Peter Brunner                                         | Mein blindes Herz                                     | Alexandra Schneider                                   | Fahrtwind – Aufzeichnungen einer Reisenden            |
| 2014                                                  | Karina Ressler                                        | Oktober November                                      | Dieter Pichler                                        | Das große Museum                                      |
| 2015                                                  | Karin Hammer                                          | Von jetzt an kein Zurück                              | Wolfgang Widerhofer                                   | Über die Jahre                                        |
| 2016                                                  | Dieter Pichler                                        | Die Geträumten                                        | Andreas Horvath                                       | Helmut Berger, Actor                                  |
| 2017                                                  | Ulrike Kofler Monika Willi Christoph Brunner          | Wilde Maus                                            | Christin Veith Cordula Thym                           | Relativ eigenständig                                  |
| 2018                                                  | Niki Mossböck                                         | Licht und Life Guidance                               | Joana Scrinzi                                         | Gwendolyn und Nicht von schlechten Eltern             |
| 2019                                                  | Peter Schreiner                                       | Garten                                                | Arthur Summereder                                     | DIE TAGE WIE DAS JAHR                                 |
| 2020                                                  | Hannes Bruun                                          | The Trouble with Being Born                           | Friederike Berat                                      | We Did What Had to Be Done                            |
| 2021                                                  | Karina Ressler Joana Scrinzi                          | Fuchs im Bau                                          | Yves Deschamps Hubert Sauper                          | Epicentro                                             |
| 2022                                                  | Joana Scrinzi                                         | Große Freiheit                                        | Dieter Pichler                                        | Für die Vielen – Die Arbeiterkammer Wien              |
| 2023                                                  | Felix Leitner                                         | MENUETT                                               | Lisa Zoe Geretschläger                                | Souls of a River                                      |
| 2024                                                  | Leandro Koch und Javier Favot                         | The Klezmer Project                                   | Sara Fattahi                                          | Anqa                                                  |
| 2025                                                  | Roland Stöttinger                                     | Mond                                                  | Michael Palm                                          | Henry Fonda for President                             |

### Diagonale-Preis Filmdesign
Auf Initiative des VÖF (Verband Österreichischer FilmausstatterInnen) wurde 2011 erstmals im Rahmen der Diagonale Preise für Filmdesign vergeben für Bestes Szenenbild und Bestes Kostümbild. Die Preise bestehen aus jeweils einem Geldpreis, 3.000 Euro, gestiftet von der Verwertungsgesellschaft der Filmschaffenden, und einer Bronzeskulptur der Objektkünstlerin Lotte Schegsch.
| Diagonale-Preis Filmdesign | Diagonale-Preis Filmdesign                      | Diagonale-Preis Filmdesign | Diagonale-Preis Filmdesign        | Diagonale-Preis Filmdesign    |
| Jahr                       | Bestes Szenenbild                               | Bestes Szenenbild          | Bestes Kostümbild                 | Bestes Kostümbild             |
| -------------------------- | ----------------------------------------------- | -------------------------- | --------------------------------- | ----------------------------- |
| 2011                       | Andrea Schratzberger                            | Folge mir                  | Veronika Albert                   | Tag und Nacht                 |
| 2012                       | Katrin Huber Gerhard Dohr                       | Michael                    | Katharina Wöppermann              | Stillleben                    |
| 2013                       | Renate Martin Andreas Donhauser                 | Paradies: Liebe            | Monika Buttinger                  | Talea                         |
| 2014                       | Christina Schaffer                              | Fieber                     | Theresa Ebner-Lazek               | Die Werkstürmer               |
| 2015                       | Isidor Wimmer                                   | Superwelt                  | Martina List                      | Das ewige Leben               |
| 2016                       | Laura Weiss                                     | WINWIN                     | Alexandra Trummer                 | Jack                          |
| 2017                       | Veronika Merlin                                 | Die beste aller Welten     | Monika Buttinger                  | Die Migrantigen               |
| 2018                       | Paul Horn                                       | Phaidros                   | Peter Paradies Moritz M. Polansky | Phaidros                      |
| 2019                       | Andreas Sobotka und Martin Reiter               | Angelo                     | Carola Pizzini                    | Joy                           |
| 2020                       | Katharina Wöppermann                            | Little Joe                 | Monika Buttinger                  | Ein bisschen bleiben wir noch |
| 2021                       | Renate Martin und Andreas Donhauser             | Sargnagel                  | Cinzia Cioffi                     | Hochwald                      |
| 2022                       | Oleg Prodeus, Andreas Sobotka und Martin Reiter | Hinterland                 | Tanja Hausner                     | Rimini                        |
| 2023                       | Martin Reiter                                   | Corsage                    | Claire Dubien                     | Das Tier im Dschungel         |
| 2024                       | Martin Reiter                                   | Mit einem Tiger schlafen   | Tanja Hausner                     | Club Zero                     |
| 2025                       | Klaudia Kiczak                                  | Perla                      | Monika Buttinger                  | Perla                         |

### Diagonale-Preis Sounddesign
Anlässlich des zehnjährigen Bestehens des Verbandes Österreichischer SounddesignerInnen (VOESD) wurden im Rahmen der Diagonale 2013 erstmals Preise für die beste Tongestaltung in den Sparten Spiel- und Dokumentarfilm vergeben. Der Preis setzt sich aus einem Geldpreis, je 1.500 Euro, gestiftet von PRISMA FILM, und einem Kunstwerk zusammen.
| Diagonale-Preis Sounddesign | Diagonale-Preis Sounddesign             | Diagonale-Preis Sounddesign         | Diagonale-Preis Sounddesign             | Diagonale-Preis Sounddesign                   |
| Jahr                        | Bestes Sounddesign Spielfilm            | Bestes Sounddesign Spielfilm        | Bestes Sounddesign Dokumentarfilm       | Bestes Sounddesign Dokumentarfilm             |
| --------------------------- | --------------------------------------- | ----------------------------------- | --------------------------------------- | --------------------------------------------- |
| 2013                        | Gerhard Daurer Peter Kutin Andreas Pils | Soldate Jeannette                   | Max Liebich                             | Fahrtwind – Aufzeichnungen einer Reisenden    |
| 2014                        | Christoph Amann                         | Shirley – Visionen der Realität     | José Miguel Enriquez Alejandro de Icaza | Calle López                                   |
| 2015                        | Stefan Deisenberger                     | Bad Luck                            | Manfred Neuwirth Christian Fennesz      | Aus einem nahen Land                          |
| 2016                        | Charlie Campagna                        | Los Feliz                           | Selma Doborac                           | Those Shocking Shaking Days                   |
| 2017                        | Nahuel Palenque                         | Die Liebhaberin                     | Peter Kutin Florian Kindlinger          | Homo Sapiens                                  |
| 2018                        | Niklas Kammertöns                       | Hagazussa                           | Sergey Martynyuk                        | Zu ebener Erde                                |
| 2019                        | Pia Dumont                              | Angelo                              | Florian Kindlinger                      | Erde                                          |
| 2020                        | Peter Kutin                             | The Trouble with Being Born         | Florian Kofler                          | Sicherheit123                                 |
| 2021                        | Vinzenz Schwab                          | Another Coin for the Merry-Go-Round | Benedikt Palier                         | Soldat Ahmet                                  |
| 2022                        | Manuel Grandpierre                      | Luzifer                             | Andreas Hamza                           | Für die Vielen – Die Arbeiterkammer Wien      |
| 2023                        | Lenja Gathmann                          | Family Dinner                       | Clemens Endreß                          | JEDERMANN UND ICH – Ein Porträt in 3 Kapiteln |
| 2024                        | Matz Müller                             | Des Teufels Bad                     | Florian Kofler                          | Vista Mare                                    |
| 2025                        | Benedikt Palier                         | Bluish                              | Mariia Nesterenko und Andrii Rogachov   | Dear Beautiful Beloved                        |

### Diagonale-Publikumspreis
| 1993 | Robert Adrian Pejo                | Lipstick                                  |
| 1994 | Andreas Gruber                    | Hasenjagd                                 |
| 1995 | Egon Humer                        | Emigration N.Y.                           |
| 2007 | Mirjam Unger                      | Vienna’s Lost Daughters                   |
| 2009 | Marco Antoniazzi                  | Kleine Fische                             |
| 2010 | Hüseyin Tabak                     | Kick Off                                  |
| 2011 | Arman T. Riahi                    | Schwarzkopf                               |
| 2012 | Bernd Liepold-Mosser              | Griffen – auf den Spuren von Peter Handke |
| 2013 | Marco Antoniazzi Gregor Stadlober | Schlagerstar                              |
| 2014 | Gloria Dürnberger                 | Das Kind in der Schachtel                 |
| 2015 | Christian Frosch                  | Von jetzt an kein Zurück                  |
| 2016 | Arash T. Riahi Arman T. Riahi     | Kinders                                   |
| 2017 | Adrian Goiginger                  | Die beste aller Welten                    |
| 2018 | Stefan A. Lukacs                  | Cops                                      |
| 2019 | Jakob Brossmann und David Paede   | GEHÖRT, GESEHEN – Ein Radiofilm           |
| 2021 | Fabian Eder                       | Der schönste Tag                          |
| 2022 | Andrina Mračnikar                 | Verschwinden / Izginjanje                 |
| 2023 | Katharina Mückstein               | Feminism WTF                              |
| 2024 | Lucy Ashton                       | Caravan                                   |
| 2025 | Alexandra Makarová                | Perla                                     |

### Preis Innovative Produktionsleistung
Der mit 22.500 Euro dotierte Preis wird seit 2002 von der Verwertungsgesellschaft für audiovisuelle Medien (VAM) an eine österreichische Filmproduktionsgesellschaft oder Filmproduzenten für eine innovative Leistung im Bereich Kinofilm vergeben. Hierbei wird entweder ein bestimmter Film oder die Jahresproduktion einer Filmgesellschaft ausgezeichnet.
| Preis Innovative Produktionsleistung der VAM | Preis Innovative Produktionsleistung der VAM                                            | Preis Innovative Produktionsleistung der VAM                                     | Preis Innovative Produktionsleistung der VAM                                                                            | Preis Innovative Produktionsleistung der VAM |
| Jahr                                         | vergeben für                                                                            | Produktionsgesellschaft                                                          | Produzenten |                                              |
| -------------------------------------------- | --------------------------------------------------------------------------------------- | -------------------------------------------------------------------------------- | --- | -------------------------------------------- |
| 2002                                         | Nogo                                                                                    | Dor Film                                                                         | Danny Krausz Kurt Stocker                                                                                               |                                              |
| 2003                                         | Elsewhere Am anderen Ende der Brücke                                                    | Nikolaus Geyrhalter Filmproduktion SK Film- und Fernsehproduktion                | Nikolaus Geyrhalter Josef Koschier                                                                                      |                                              |
| 2004                                         | (nicht vergeben)                                                                        | –                                                                                | – |                                              |
| 2005                                         | Jahresproduktionsleistung                                                               | coop99                                                                           | – |                                              |
| 2006                                         | stellvertretend für die Jahresproduktionsleistung: We Feed the World Workingman’s Death | Allegro Film Lotus Film                                                          | – |                                              |
| 2007                                         | In 3 Tagen bist du tot                                                                  | Allegro Film                                                                     | |                                              |
| 2008                                         | –                                                                                       | –                                                                                | Wulf Flemming Florian Gebhardt                                                                                          |                                              |
| 2009                                         | Hexe Lilli Echte Wiener                                                                 | Dor Film Bonus Film                                                              | – |                                              |
| 2010                                         | Plastic Planet Der Knochenmann und Wüstenblume Das weiße Band                           | Neue Sentimental Film Dor Film Wega Film                                         | – |                                              |
| 2011                                         | Die unabsichtliche Entführung der Frau Elfriede Ott Der Räuber                          | Dor Film Nikolaus Geyrhalter Filmproduktion                                      | – |                                              |
| 2012                                         | Atmen                                                                                   | Epo-Film                                                                         | – |                                              |
| 2013                                         | Liebe                                                                                   | Wega Film                                                                        | – |                                              |
| 2014                                         | Alphabet Der Letzte der Ungerechten                                                     | Prisma Film Dor Film                                                             | – |                                              |
| 2015                                         | Das finstere Tal Macondo                                                                | Allegro Film FreibeuterFilm                                                      | – |                                              |
| 2016                                         | Thank You for Bombing Einer von uns                                                     | Lotus Film Golden Girls Filmproduktion                                           | – |                                              |
| 2017                                         | Bauer unser Mister Universo Wilde Maus                                                  | Allegro Film Vento Film Wega Film                                                | – |                                              |
| 2018                                         | Die beste aller Welten Hilfe, ich hab meine Eltern geschrumpft                          | RitzlFilm Minifilm                                                               | – |                                              |
| 2019                                         | Womit haben wir das verdient? Manaslu – Berg der Seelen                                 | Mona Film Planet Watch Film and Video Productions                                | – |                                              |
| 2020                                         | Little Joe Die Dohnal                                                                   | coop99 Plan C Filmproduktion und Derflinger Film                                 | – |                                              |
| 2021                                         | Was wir wollten The Trouble with Being Born                                             | Film AG PANAMA Film                                                              | |                                              |
| 2022                                         | Hinterland und Große Freiheit WOOD – Der geraubte Wald                                  | FreibeuterFilm WILDart FILM                                                      | Sabine Moser und Oliver Neumann Ebba Sinzinger und Vincent Lucassen                                                     |                                              |
| 2023                                         | Rotzbub Corsage Rubikon                                                                 | Aichholzer Filmproduktion Film AG Samsara Filmproduktion und Graf Filmproduktion | Josef Aichholzer und Ernst Geyer Alexander Glehr und Johanna Scherz Loredana Rehekampff, Andreas Schmied und Klaus Graf |                                              |
| 2024                                         | Rickerl – Musik is höchstens a Hobby Mit einem Tiger schlafen                           | 2010entertainment.at coop99                                                      | Martin Pfeil, David Stöllinger, Peter Wildling, Adrian Goiginger Antonin Svoboda                                        |                                              |
| 2025                                         | Favoriten The Village Next to Paradise                                                  | Ruth Beckermann Filmproduktion FreibeuterFilm                                    | Ruth Beckermann Oliver Neumann, Sabine Moser                                                                            |                                              |

### Carl Mayer-Drehbuchwettbewerb
Der Carl Mayer-Drehbuchwettbewerb findet seit 1990 biennal und seit 1998 jährlich statt. Seit 2000 findet die Preisverleihung im Rahmen der Diagonale statt. Er geht auf eine Initiative Bernhard Frankfurters zurück und ist der mit 14.500 Euro (seit 1999, damals auf 200.000 Schilling aufgestockt) am höchsten dotierte Drehbuchpreis Österreichs. Jeder Wettbewerb steht unter einem neuen Thema, zu welchem die anonym eingereichten, noch nicht verfilmten Drehbücher, Bezug haben müssen. Zudem muss der fiktionale oder dokumentarische Stoff kinofilmgerecht ausgearbeitet sein, die Geschichte lebensnah, gut recherchiert und durchdacht sein und das cinematographische Potential in all ihren Facetten auch formal ausschöpfen.
Bei den ersten zwei Wettbewerben wurde nur der Carl Mayer-Drehbuchpreis vergeben. Seit 1994 wird zeitgleich auch ein mit 7.200 Euro dotierter Förderungspreis an ein Drehbuch vergeben. Beide Preise werden von der Stadt Graz gestiftet. Von 2000 bis 2007 wurde außerdem der mit 4.000 Euro dotierte ORF-Preis für fernsehgerechte Stoffe als Teil des Carl Mayer-Drehbuchwettbewerbes vergeben. Zuvor wurden fernsehgerechte Stoffe lediglich in der Jury-Mitteilung lobend erwähnt. Die Preise werden nur vergeben, wenn die Jury aus den eingereichten Drehbüchern ein den Kriterien entsprechendes Drehbuch ausfindig machen kann. Dafür vergibt die Jury bei Bedarf in manchen Jahren auch mehrere Preise oder statt eines Hauptpreises zwei Förderpreise (so geschehen 2002).
| Carl Mayer-Drehbuchpreis wird seit 2000 auf der Diagonale vergeben | Carl Mayer-Drehbuchpreis wird seit 2000 auf der Diagonale vergeben | Carl Mayer-Drehbuchpreis wird seit 2000 auf der Diagonale vergeben                            | Carl Mayer-Drehbuchpreis wird seit 2000 auf der Diagonale vergeben | Carl Mayer-Drehbuchpreis wird seit 2000 auf der Diagonale vergeben | Carl Mayer-Drehbuchpreis wird seit 2000 auf der Diagonale vergeben             |
| Jahr                                                               | Thema                                                              | Carl Mayer-Drehbuchpreis                                                                      | Carl Mayer-Drehbuchpreis                                           | Carl Mayer-Drehbuchförderungspreis                                 | Carl Mayer-Drehbuchförderungspreis                                             |
| Jahr                                                               | Thema                                                              | Regisseur                                                                                     | Filmtitel                                                          | Regisseur                                                          | Filmtitel                                                                      |
| ------------------------------------------------------------------ | ------------------------------------------------------------------ | --------------------------------------------------------------------------------------------- | ------------------------------------------------------------------ | ------------------------------------------------------------------ | ------------------------------------------------------------------------------ |
| 1990                                                               | Exil                                                               | Reinhard Jud, Martina Kudláček                                                                | Mond in Cyan                                                       | –                                                                  | –                                                                              |
| 1992                                                               | Geld                                                               | Ernst Josef Lauscher Nikolaus Leytner Axel Traun                                              | Alaska brennt Schatz im Silbersee Sticky Rice                      | –                                                                  | –                                                                              |
| 1994                                                               | Krieg, Gewalt und Widerstand                                       | Maximilian Gruber                                                                             | Der eiserne Besen                                                  | Christian Frosch                                                   | Die totale Therapie                                                            |
| 1996                                                               | Österreich                                                         | Norbert Prettenthaler, Jeanette Rosenmaier Florian Flicker, Michael Sturminger Barbara Albert | Cordoba Im Herzen Europas Nordrand – oder wenn ich groß bin        | −                                                                  | (nicht vergeben)                                                               |
| 1998                                                               | Sucht                                                              | Gebhard Rein                                                                                  | Das Wurmsterben                                                    | Sabine Derflinger                                                  | Troubles                                                                       |
| 1999                                                               | Eros                                                               | Franz Berner                                                                                  | Venus ohne Pelz und Maske                                          | Zuzana Brejcha                                                     | Karla’s Lover                                                                  |
| 2000                                                               | Erinnern versus Vergessen                                          | Gabriele Neudecker                                                                            | Namenlos                                                           | Peter Stastny Helmut Wimmer                                        | Tikkun Akt                                                                     |
| 2001                                                               | Pfusch                                                             | Gregor Stadlober                                                                              | Kotsch                                                             | Richard Stradner Arno Geiger, Tobias Albrecht                      | Böhmische Elefanten Steinwald und Atamanov                                     |
| 2002                                                               | Wir denken.Wir sind. Wir handeln.                                  | −                                                                                             | (nicht vergeben)                                                   | Ursula Wolschlager Thomas Klein                                    | Transit Polterabend                                                            |
| 2003                                                               | Feigheit                                                           | −                                                                                             | (nicht vergeben)                                                   | Barbara Grascher Richard Schuberth                                 | Gehen rückwärts stumm Nicht einmal am Mond                                     |
| 2004                                                               | Gier                                                               | Richard Schuberth                                                                             | Handy-Geschichten                                                  | Simone Schönett, Harald Schwinger                                  | Innere Liebe                                                                   |
| 2005                                                               | Angst                                                              | Andrina Mračnikar Martin Leidenfrost, Ruth Mader                                              | Ma Folie Serviam – Ich will dienen                                 | Christian Frosch                                                   | Vanitas                                                                        |
| 2006                                                               | Verführung                                                         | Thomas Weingartner                                                                            | Immer nie am Meer                                                  | Lilly Jäckl                                                        | Ildiko                                                                         |
| 2007                                                               | Bewegung                                                           | Thomas Reider                                                                                 | Stillleben                                                         | Christoph Hochenbichler, Josef Pallwein-Prettner                   | Fünf Leben                                                                     |
| 2008                                                               | Sexappeal                                                          | Markus Mörth                                                                                  | Pony                                                               | −                                                                  | (nicht vergeben)                                                               |
| 2009                                                               | Neid                                                               | Richard Schuberth                                                                             | Claudia schafft das schon                                          | Albert Meisl                                                       | Nur ein Spiel                                                                  |
| 2010                                                               | Arm und reich                                                      | Wolfgang Rupert Muhr                                                                          | Grossmattglocknerhorn                                              | Henning Backhaus                                                   | Kinderszenen                                                                   |
| 2011                                                               | Aufbruch                                                           | Jakob Pretterhofer                                                                            | Überleben                                                          | Markus Mörth                                                       | Geschwister                                                                    |
| 2012                                                               | Empörung                                                           | Christoph Brunner und Kevin Lutz                                                              | Constantin Nikolaus Bickermann                                     | Hüseyin Tabak                                                      | Es war einmal in Wien                                                          |
| 2013                                                               | Game Over                                                          | Monja Art                                                                                     | Siebzehn                                                           | Achmed Abdel-Salam                                                 | Der Rand                                                                       |
| 2014                                                               | Verrat                                                             | nicht vergeben                                                                                |                                                                    | Tina Leisch Wolfgang Rupert Muhr Rainer Weidlinger                 | Vom Anblick der Waffen versprach ich mir Hände Mehr als allein Reise nach Mond |
| 2015                                                               | Täuschung                                                          | Siegmund Skalar                                                                               | Die Stille                                                         | Matthias Writze Michael Podogil                                    | The Power of Love                                                              |
| 2016                                                               | Gnadenlos                                                          | Clara Stern                                                                                   | Training                                                           | Franziska Pflaum Roman Gielke                                      | Schneegestöber                                                                 |
| 2017                                                               | Anders                                                             | Evi Romen                                                                                     | Hochwald                                                           | Nikolaus Müller                                                    | Rote Wand                                                                      |
| 2018                                                               |                                                                    | Johannes Höß und Clara Stern                                                                  | Hacklerstreich                                                     | Tizza Covi                                                         | Artikel 640                                                                    |
| 2019                                                               |                                                                    | Jessica Lind                                                                                  | Der Tag, an dem der Regen kam                                      | Ulrike Kofler                                                      | Full House                                                                     |
| 2020                                                               |                                                                    | Josef Kleindienst                                                                             | Die Verkündung                                                     | Jan Prazak                                                         | Flat Mates                                                                     |
| 2021                                                               |                                                                    | Pipi Fröstl                                                                                   | —"(w)hole"-                                                        | Tobias Langer                                                      | Der Garten Eden                                                                |
| 2022                                                               |                                                                    | Manuel Wetscher (mit Bernhard Jarosch)                                                        | Eklipse                                                            | Maximilian Fürst lobende Erwähnung: Jan Prazak                     | Familie Hasanovic lobende Erwähnung: E-lisa-beth                               |
| 2023                                                               |                                                                    | Franziska Pflaum und Thomas Mraz                                                              | Basta                                                              | Stefan Bohun                                                       | Perfect match                                                                  |
| 2024                                                               |                                                                    | Vivian Bausch und Fabian Rausch                                                               | Soldat                                                             | Elena Wolff                                                        | Ilvie (renaissance)                                                            |
| 2025                                                               |                                                                    | Klemens Hufnagl                                                                               | Wenn Fische Robben fressen                                         | Stefan Soder                                                       | Schorsch                                                                       |

| Carl Mayer-Drehbuchwettbewerb: ORF-Preis für fernsehgerechte Stoffe | Carl Mayer-Drehbuchwettbewerb: ORF-Preis für fernsehgerechte Stoffe | Carl Mayer-Drehbuchwettbewerb: ORF-Preis für fernsehgerechte Stoffe | Carl Mayer-Drehbuchwettbewerb: ORF-Preis für fernsehgerechte Stoffe | Carl Mayer-Drehbuchwettbewerb: ORF-Preis für fernsehgerechte Stoffe |
| Jahr                                                                | Thema                                                               | Regisseur                                                           | Filmtitel                                                           |                                                                     |
| ------------------------------------------------------------------- | ------------------------------------------------------------------- | ------------------------------------------------------------------- | ------------------------------------------------------------------- | ------------------------------------------------------------------- |
| 2000                                                                | Erinnern versus Vergessen                                           | Uwe Neuhold, Thomas Klein                                           | Memorex                                                             |                                                                     |
| 2001                                                                | Pfusch                                                              | −                                                                   | (nicht vergeben)                                                    |                                                                     |
| 2002                                                                | Wir denken.Wir sind.Wir handeln.                                    | Daniela Egger                                                       | World Wide Violence                                                 |                                                                     |
| 2003                                                                | Feigheit                                                            | Ulla Neuwirther                                                     | Lisa, Lena und Laura                                                |                                                                     |
| 2004                                                                | Gier                                                                | Bernd Schneider                                                     | Abidjan                                                             |                                                                     |
| 2005                                                                | Angst                                                               | −                                                                   | (nicht vergeben)                                                    |                                                                     |
| 2006                                                                | Verführung                                                          | Susanne Rendl                                                       | Magda’s Dilemma                                                     |                                                                     |
| 2007                                                                | Bewegung                                                            | Ulla Neuwirther                                                     | Running Sushi                                                       |                                                                     |

### Kodak Analog-Filmpreis
- 2019: Leena Koppe für Der Boden unter den Füßen[52]
- 2021: Tizza Covi und Rainer Frimmel für Aufzeichnungen aus der Unterwelt
- 2022: Lilith Kraxner und Milena Czernovsky für Beatrix[53]
- 2023: Ludwig Wüst für I AM HERE!
- 2024: Martin Gschlacht für Des Teufels Bad
- 2025: Isabella Brunäcker für Sugarland

### Weitere Preise
- Thomas Pluch Drehbuchpreis (seit Beginn der Diagonale in ihrem Rahmen vergeben)
- Dor Film Preis (seit dem Jahr 2014 biennal im Rahmen der Diagonale vergeben)
  - Nathalie Borgers für das Treatment Rose, Blanche & Dara (2014)
  - Mo Harawe für das Treatment von Nach Mogadischu (2016)
- Preis der ORF-kunst-stücke (für den besten Nachwuchsfilm, wurde nur ein Mal vergeben)
  - a lucia von Julia Lazarus und Ben Pointeker (2002)

- Kurzfilmpreis (ab 1998 siehe Innovatives Kino oben):
  - Gehfilmen 6 von Josef Dabernig, Martin Kaltner und Thomas Baumann (1994)
  - … so große Augen von Jan Lauth (zweiter Platz) (1994)
  - Air Fright von Hubert Sielecki (1995)
  - Tascheninhalt und Nasenbluten von Thomas Woschitz (zweiter Platz) (1995)

- Diagonale-Preis Filmkomposition der Austrian Composers Association:
  - 2023: Beste Filmkomposition Dokumentarfilm: Gil Chéri für Wo ist Ida, Beste Filmkomposition Spielfilm: Karwan Marouf für Sterne unter der Stadt
  - 2024: Beste Filmkomposition Dokumentarfilm: Anna Ljungberg für Night of the Coyotes, Beste Filmkomposition Spielfilm: Markus Binder für Club Zero
  - 2025: Beste Filmmusik Dokumentarfilm: Alicia Mendy & Baby Volcano für Girls & Gods; Beste Filmmusik Spielfilm: Dorit Chrysler für Happyland